# Cleora repulsaria
Cleora repulsaria là một loài bướm đêm trong họ Geometridae.